# 동리곤
동리 곤(東里袞, ? ~ ?)은 중국 후한 말기의 관료이다.

## 사적
건안 23년(218년), 남양태수 동리곤은 번성(樊城)에서 관우와 대치 중인 조인을 돕고 지원하고 있었다. 하지만 그 가혹한 군역에 불만을 품은 대장 후음(侯音)·위개(衛開) 등이 10월에 반란을 일으켜 완성(宛城)을 점거했고, 동리곤은 혼란 속에서 공조(功曹) 응여(應余)와 함께 성을 빠져나갔다. 후음은 사람을 보내 동리곤 등을 쫓았으나, 응여가 몸을 바쳐 이를 막아냈기에 달아날 수 있었지만 결국 사로잡혔다.
한편 완성에서 응여를 대신해 임명된 공조 종자경(宗子卿)은 후음에게 동리곤을 풀어주도록 설득했다. 후음은 종자경의 말대로 했으나, 종자경 또한 한밤중에 성을 빠져나가 동리곤과 함께 패잔병을 수습하고 완성을 포위했다. 머지않아 번성에서 조인이 원군을 이끌고 왔고, 이듬해 1월 완성을 함락시켰다. 동리곤은 후음 등 5백여 명을 사로잡았고, 후음은 처형되었다.
이윽고 관우가 번성을 포위하니, 동리곤은 우금의 사마(司馬)가 되어 관우와 대치하였다. 하지만 우금의 군세는 장마에 휩쓸렸고, 동리곤은 우금·호주 등과 함께 관우에게 사로잡혔다. 손권이 관우를 죽인 후, 동리곤 등의 신병은 손권에게 넘겨졌다.
연강 원년(220년), 손권은 동리곤 등을 돌려보냈다. 호주는 헌제에게 손권이 신하로서 복종할 것이라고 아뢰었으나, 동리곤은 절대 그렇지 않을 것이라고 아뢰었다. 과연 손권은 여러 핑계를 대며 인질을 보내려 하지 않았다.

## 출전
- 어환, 《위략》 유세전(游說傳) [진수, 《삼국지》 권47 오주전 배송지주에 인용]
- 진수, 《삼국지》 권4 삼소제기
- 장방(張方), 《초국선현전》(楚國先賢傳) [《삼국지》 권4 삼소제기 배송지주에 인용]